# Leucania bifida
Leucania bifida là một loài bướm đêm trong họ Noctuidae.